# ایمانتس بلیدلیس
ایمانتس بلیدلیس (انگلیسی: Imants Bleidelis؛ زادهٔ ۱۶ اوت ۱۹۷۵) بازیکن فوتبال اهل لتونی است.
از باشگاه‌هایی که در آن بازی کرده‌است می‌توان به باشگاه فوتبال اسکونتو، باشگاه فوتبال لیپایاس متالورگس، باشگاه فوتبال ساوت‌همپتون، و باشگاه فوتبال اسکونتو اشاره کرد.
وی همچنین در تیم ملی فوتبال لتونی بازی کرده‌است.